# موسيقى كوميدية
الموسيقى الكوميدية هي نوع من أنواع الموسيقى التي تجعل الأغنيات (أو الفيديو كلييات) مادة كوميدية عبر تغيير كلماتها أو صور من المطربين ومن ظهر معهم في أدائها.
وهذا النوع من الكوميديا معروف في العالم العربي في العصر الحالي، حيث أنه تم تقليد أغان معروفة بطريقة كوميدية.
وفي مجال الموسيقى الفنية قام الفنان د. محمد عبد الوهاب عبد الفتاح بتأليف أول قطعة أوركسترالية ذات طابع كوميدي ضاحك تحت عنوان «قهقهة» وتؤديها الأوركسترا بمصاحبة عرض مشاهد من أفلام إسماعيل ياسين وفؤاد المهندس الكوميدية.